# 아메리칸 리그

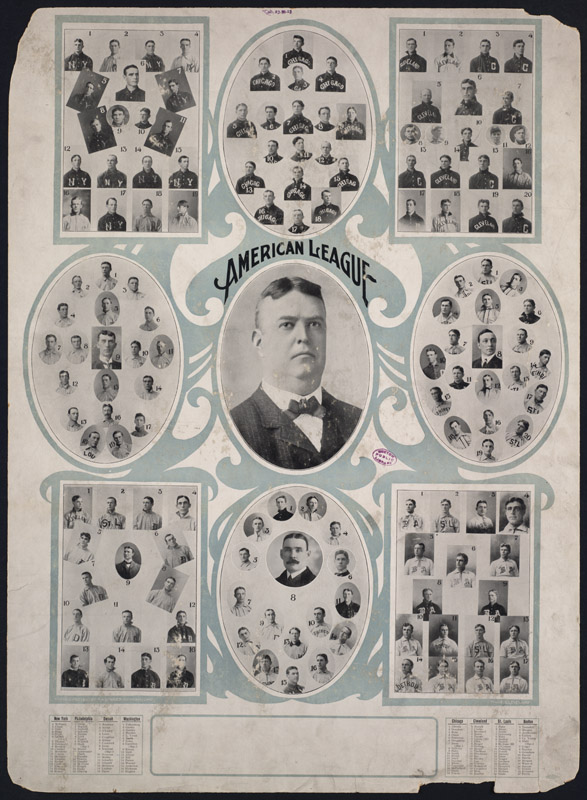

아메리칸 리그(영어: American League)는 미국 메이저 리그 베이스볼의 리그 중 하나이다. 1973년부터 지명타자제를 실시하고 있다. 다른 하나의 리그는 내셔널 리그이다. 현재까지도 연봉 상한제가 없다. 2024년 리그 우승팀은 뉴욕 양키스이다.

## 아메리칸 리그 팀
| 지구 | 구단명                | 연고지                  | 경기장                        | 수용 인원 | 창설   | 가맹   |
| ---- | --------------------- | ----------------------- | ----------------------------- | --------- | ------ | ------ |
| 동부 | 볼티모어 오리올스     | 메릴랜드주 볼티모어     | 오리올 파크 앳 캠던 야즈      | 45,971명  | 1901년 | 1901년 |
| 동부 | 보스턴 레드삭스       | 매사추세츠주 보스턴     | 펜웨이 파크                   | 37,949명  | 1901년 | 1901년 |
| 동부 | 뉴욕 양키스           | 뉴욕주 뉴욕             | 양키 스타디움                 | 47,309명  | 1901년 | 1901년 |
| 동부 | 탬파베이 레이스       | 플로리다주 탬파         | 조지 M. 스타인브레너 필드     | 11,026명  | 1998년 | 1998년 |
| 동부 | 토론토 블루제이스     | 온타리오주 토론토       | 로저스 센터                   | 49,282명  | 1977년 | 1977년 |
| 중부 | 시카고 화이트삭스     | 일리노이주 시카고       | 개런티드 레이트 필드          | 40,615명  | 1901년 | 1901년 |
| 중부 | 클리블랜드 가디언스   | 오하이오주 클리블랜드   | 프로그레시브 필드             | 35,225명  | 1901년 | 1901년 |
| 중부 | 디트로이트 타이거스   | 미시간주 디트로이트     | 코메리카 파크                 | 41,297명  | 1901년 | 1901년 |
| 중부 | 캔자스시티 로열스     | 미주리주 캔자스시티     | 코프먼 스타디움               | 37,903명  | 1969년 | 1969년 |
| 중부 | 미네소타 트윈스       | 미네소타주 미니애폴리스 | 타깃 필드                     | 38,871명  | 1901년 | 1901년 |
| 서부 | 휴스턴 애스트로스     | 텍사스주 휴스턴         | 미닛 메이드 파크              | 41,676명  | 1962년 | 2013년 |
| 서부 | 로스앤젤레스 에인절스 | 캘리포니아주 애너하임   | 에인절 스타디움 오브 애너하임 | 45,957명  | 1961년 | 1961년 |
| 서부 | 애슬레틱스            | 캘리포니아주 새크라멘토 | 서터 헬스 파크                | 14,014명  | 1901년 | 1901년 |
| 서부 | 시애틀 매리너스       | 워싱턴주 시애틀         | T-모바일 파크                 | 47,943명  | 1977년 | 1977년 |
| 서부 | 텍사스 레인저스       | 텍사스주 알링턴         | 글로브 라이프 필드            | 40,300명  | 1961년 | 1961년 |

## 같이 보기
- 아메리칸 리그 챔피언십 시리즈
- 아메리칸 리그 디비전 시리즈